# Зальцбургские Альпы
За́льцбургские А́льпы (нем. Salzburger Alpen) — часть Восточных Альп на территории Австрии и Германии.
Горы сложены преимущественно известняками и сланцами и характеризуются глубоко расчленёнными склонами, резкими формами гребней. Высочайшая вершина — гора Дахштайн (2995 м). В массиве Теннен Зальцбургских Альп расположена одна из крупнейших в Европе пещер — Айсризенвельт. Множество живописных озёр: Хальштеттер-Зе, Топлиц, Аттер, Траун. Еловые и буковые леса, выше 1400—1600 м — субальпийские и альпийские луга. Имеются месторождения соли, бокситов, медной и железной руды. Курорты, туризм.